# Nemeritis admirabilis
Nemeritis admirabilis är en stekelart som beskrevs av Bauer 1985. Nemeritis admirabilis ingår i släktet Nemeritis och familjen brokparasitsteklar. Inga underarter finns listade i Catalogue of Life.